# Карні-Парк (Міссісіпі)
Карні-Парк (англ. Kearney Park) — переписна місцевість (CDP) в США, в окрузі Медісон штату Міссісіпі. Населення — 1048 осіб (2020).

## Географія
Карні-Парк розташоване за координатами 32°35′24″ пн. ш. 90°18′59″ зх. д. / 32.59000° пн. ш. 90.31639° зх. д. (32.590044, -90.316400).  За даними Бюро перепису населення США в 2010 році переписна місцевість мала площу 7,11 км², з яких 6,96 км² — суходіл та 0,16 км² — водойми.

## Демографія
Згідно з переписом 2010 року, у переписній місцевості мешкали 1054 особи в 337 домогосподарствах у складі 264 родин. Густота населення становила 148 осіб/км².  Було 351 помешкання (49/км²).
Расовий склад населення:
| - 84,4 % — чорних або афроамериканців - 14,7 % — білих - 0,1 % — корінних американців |

До двох чи більше рас належало 0,3 %. Частка іспаномовних становила 0,6 % від усіх жителів.
За віковим діапазоном населення розподілялося таким чином: 28,5 % — особи молодші 18 років, 62,7 % — особи у віці 18—64 років, 8,8 % — особи у віці 65 років та старші. Медіана віку мешканця становила 34,9 року. На 100 осіб жіночої статі у переписній місцевості припадало 95,5 чоловіків;  на 100 жінок у віці від 18 років та старших — 92,8 чоловіків також старших 18 років.
За межею бідності перебувало 7,6 % осіб, у тому числі 16,0 % дітей у віці до 18 років та 0,0 % осіб у віці 65 років та старших.
Цивільне працевлаштоване населення становило 678 осіб. Основні галузі зайнятості: освіта, охорона здоров'я та соціальна допомога — 25,1 %, виробництво — 15,9 %, роздрібна торгівля — 13,9 %.